# 어버니즘

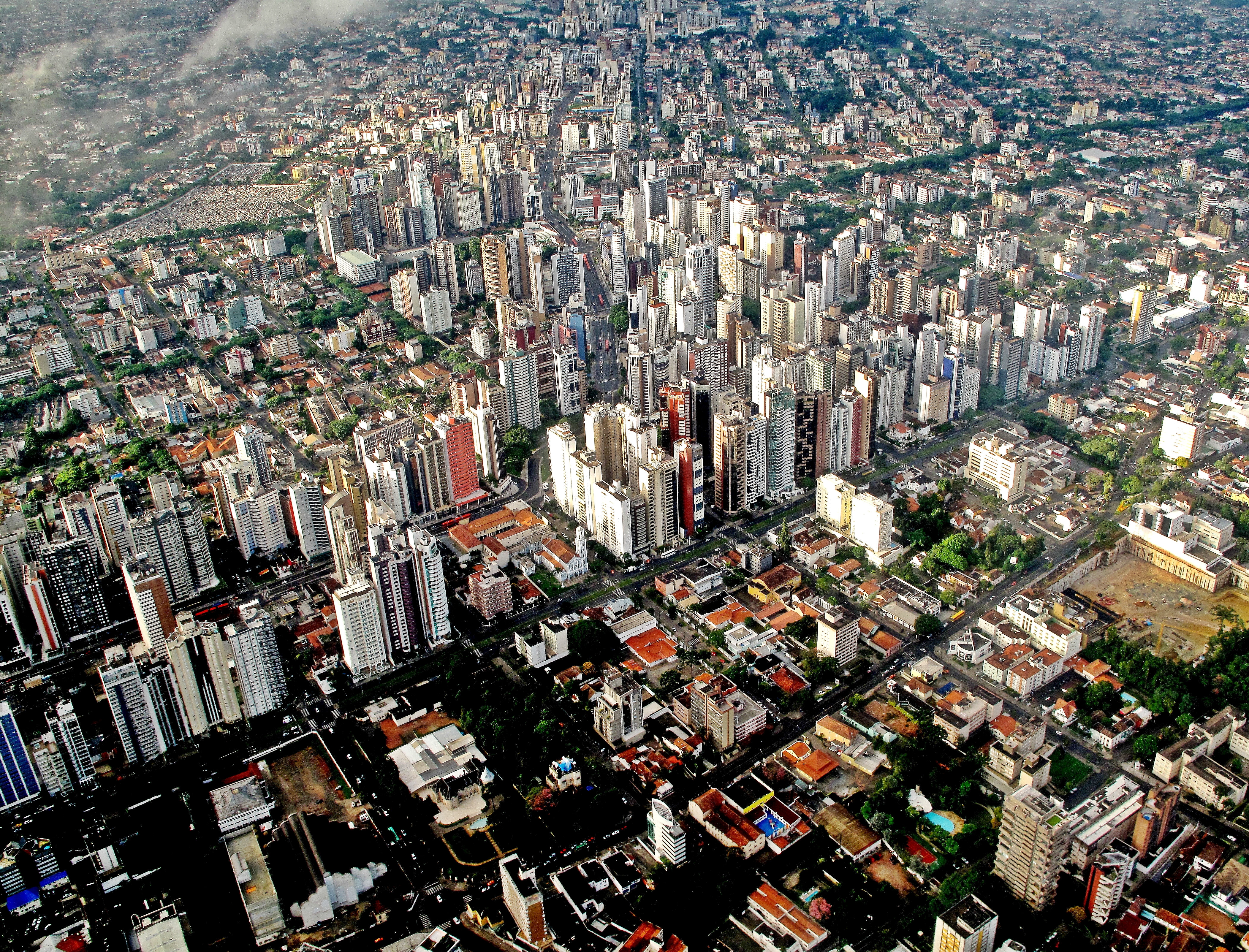

어버니즘(Urbanism)은 일반적으로 도시 생활을 지향하고, 도시에서의 특징적인 생활 양식을 말한다. 또는 근대 이후의 도시 계획 전반을 가리킨다. 도시성(都市性)이라고도 한다.
도시에는 많은 인구가 밀집해서 살기 때문에 도시인들은 직업, 사회적 지위, 인종, 경제적 지위, 취미 등에 있어서 이질적이다. 따라서 도시인들의 인간관계는 대부분 피상적이고 비정의적(非情誼的)·공리적(公利的)이며 일시적·익명적(匿名的)이다. 또한 도시인들의 특성은 다른 사람의 일에 비교적 무관심하고 사비성(私秘性, privacy)을 존중하며, 금전관계에 의존하기 때문에 사람들 사이의 경쟁과 상호 약탈적인 관계가 심하다. 또한 도시에 있어서는 개인의 이동이 심하므로 개인들은 집단으로부터 유리하여 원자화(原子化)하는 경향이 있어 대중사회적 특성을 갖는다. 도시인들은 개인적인 면접적(facetoface) 커뮤니케이션보다는 매스 미디어에 더욱 의존하며, 평소에는 정치적으로 무관심하다가 불만이 축적되면 대중운동에 쉽게 참여하기도 한다. 그리고 도시인들의 행동은 비공식적인 사회통제를 적게 받는 대신에 공식적 통제를 더 많이 필요로 한다. 도시인들은 또한 공간보다는 시간에 의해서 그들의 일상활동이 통합되므로 지연(地緣)에 의해서 영향을 덜 받는 대신에 시간관념이 매우 강해야 된다. 도시인들은 또한 상대하게 되는 수많은 개인들을 일일이 관찰하고 친근해질 여유가 없으므로 대부분 상대방의 지위·직업·옷차림·말씨 등에 의해서 우선 스테레오 타입(stereotype)을 가지고 상호작용을 하는 경향이 많다. 그러나 물론 이상과 같은 도시인의 성격이나 도시적 생활양식의 특성으로서의 도시성은 농촌적 특성에 대비해서 사용되는 이념형(理念型)에 불과한 것이지 모든 도시인이 예외없이 그러한 특성을 갖는다는 것은 아니다.

## 같이 보기
- 랜드스케이프 어바니즘
- 도시경제학
- 도시지리학